# Macchi M.53
Il Macchi M.53 era un idrovolante da ricognizione marittima imbarcato a scarponi realizzato dall'azienda italiana Aeronautica Macchi nei tardi anni venti del XX secolo e rimasto allo stadio di prototipo. Proposto alla Regia Marina, la marina militare del Regno d'Italia, per rispondere alla specifica per equipaggiare il sommergibile Ettore Fieramosca venne realizzato in un solo esemplare per la modifica del progetto in corso d'opera. Si tratta di uno dei pochi casi di un velivolo appositamente studiato per essere fornito come equipaggiamento su un sottomarino e da esso trasportato in un apposito hangar pressurizzato realizzato nello scafo.

## Storia del progetto
Fin dai primi anni venti la Regia Marina valutò l'opportunità di dotare alcune delle sue unità navali di velivoli di supporto. Analogamente a quanto sperimentato prima nel sottomarino britannico HMS M2 e nel francese Surcouf anche la Regia valutò la possibilità di dotare una sua unità sottomarina di un hangar pressurizzato dove stivare un piccolo idrovolante smontabile per aumentare la capacità di osservazione limitata a qualche miglio marino dalla curvatura terrestre.
A questo scopo la Regia Marina, tramite il Ministero dell'aeronautica che aveva la competenza sull'intera aviazione del periodo, all'inizio del 1927 emise una specifica per la fornitura di un modello adatto ad equipaggiare l'Ettore Fieramosca, unità destinata a diventare la prima classe di sommergibili portaerei italiana. Le specifiche tecniche riguardavano un velivolo dalle dimensioni contenute, con ali ripiegabili ed altri dispositivi atti a permetterne il facile e veloce rimessaggio nell'apposito hangar.
Al concorso parteciparono la S.A. Piaggio & C., che propose il Piaggio P.8, e la Macchi con il suo M.53.

## Tecnica
La Macchi sviluppò un idrovolante monomotore caratterizzato dalla configurazione a scarponi, con i galleggianti collegati inferiormente alla fusoliera, dal singolo abitacolo aperto destinato al pilota, ed all'ala da una struttura tubolare. La configurazione alare era monoplana, con ala posizionata bassa sulla fusoliera, dotata di profilo spesso a forte curvatura, con pianta perfettamente rettangolare e priva di diedro. Entrambe le semiali erano smontabili per favorire il ricovero all'interno dell'hangar.
Il prototipo venne equipaggiato con un motore di bassa potenza, il 4 cilindri in linea Blackburn Cirrus IV raffreddato ad aria capace di erogare una potenza pari a 80 hp (60 kW) montato all'apice anteriore della fusoliera, ed azionante un'elica bipala.

## Impiego operativo
Il prototipo (matricola MM.94), la cui costruzione era iniziata nel 1927, venne completato nel 1928, e portato in volo per la prima volta il 25 ottobre dello stesso anno. In seguito il velivolo venne  consegnato alla Regia Aeronautica per le prove comparative di valutazione assieme ad altri modelli. Con l'annullamento da parte della Regia Marina del programma di sviluppo dei sommergibili portaerei venne a decadere anche la necessità di un simile velivolo e l'M.53 rimase l'unico esemplare costruito.

## Utilizzatori
Italia
- Regia Aeronautica per conto della Regia Marina

### Annotazioni
1. ↑  L'acquisto dell'aereo venne formalizzato con contratto n.1368 del 15 marzo 1928.

### Fonti
1. ↑  Mancini 1936, p. 414.
2. ↑  (JA) 水上機 / 飛行艇, su Aircraft Archive, http://www.geocities.co.jp/Playtown-Dice/2996/index2.html. URL consultato l'11 ottobre 2011 (archiviato dall'url originale il 14 luglio 2012).
3. 1 2 3 4 5 6 7  Aviazione & Marina Internazionale no.161, marzo 1979, p. 65.
4. ↑  Macchione 1985, p. 202.
5. 1 2  Vigna 2012, p. 63.

### Periodici
- Achille Vigna, Idrovolanti per sommergibili italiani, in Storia Militare, n. 225, Parma, Ermanno Albertelli, giugno 2012,  p. 63.
- Aviazione, in Aviazione & Marina Internazionale, n. 161, Genova, marzo 1979,  p. 65.